# Fântâna Domnească, Mehedinți
Fântâna Domnească este un sat în comuna Prunișor din județul Mehedinți, Oltenia, România.

## Vezi și
- Biserica de lemn din Fântâna Domnească

## Imagini

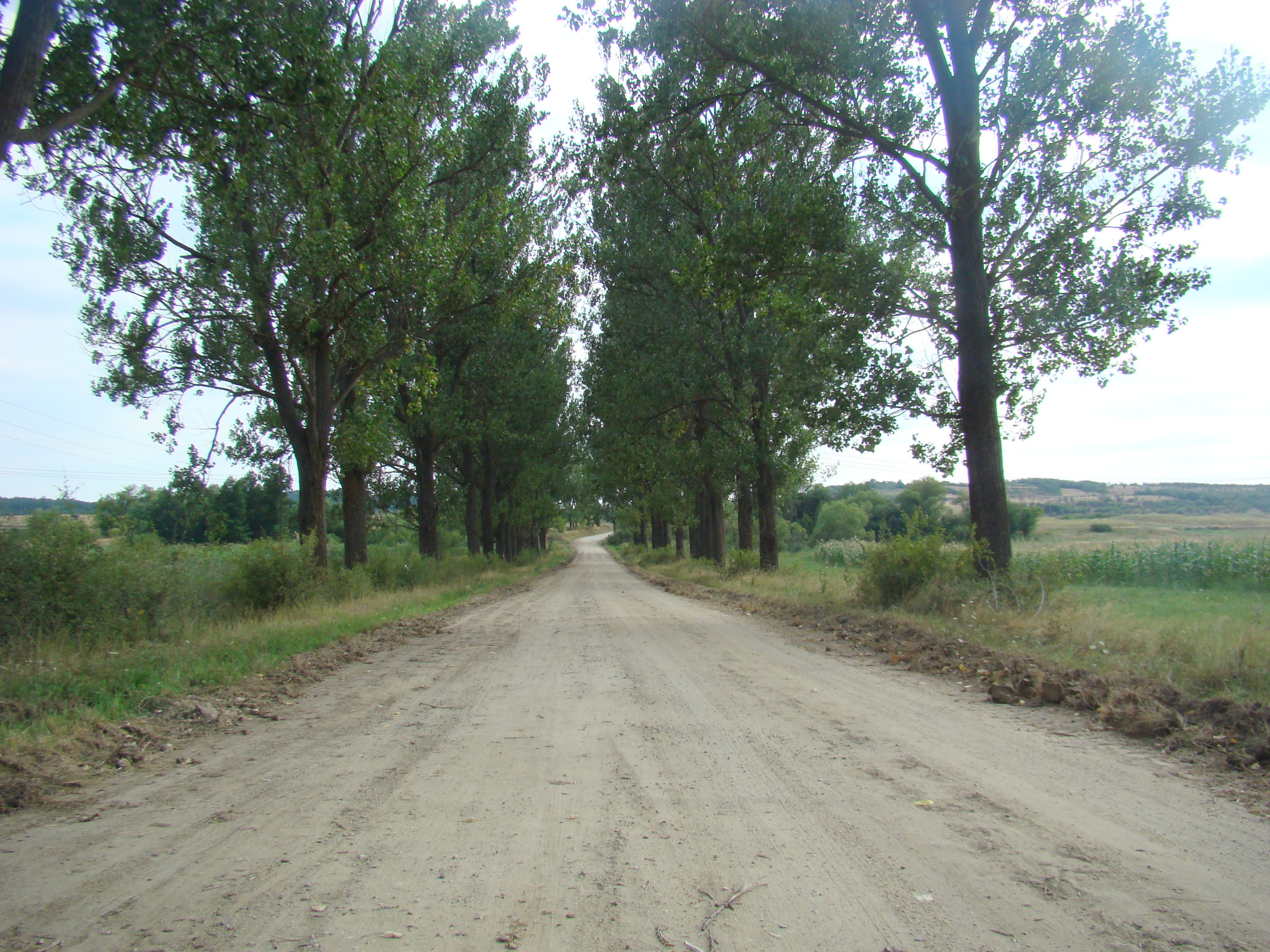
Drumul spre sat
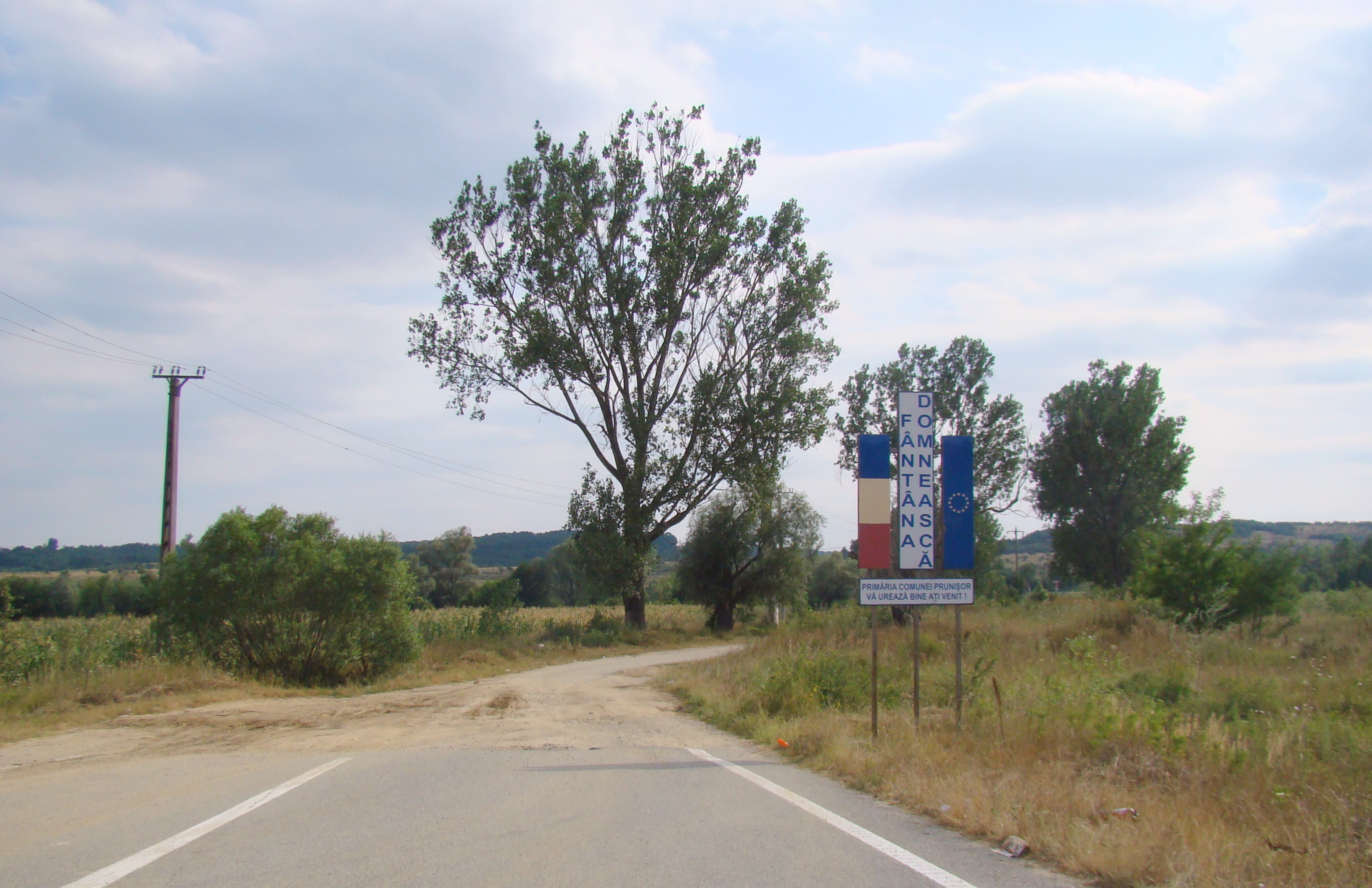
Intrarea în localitate
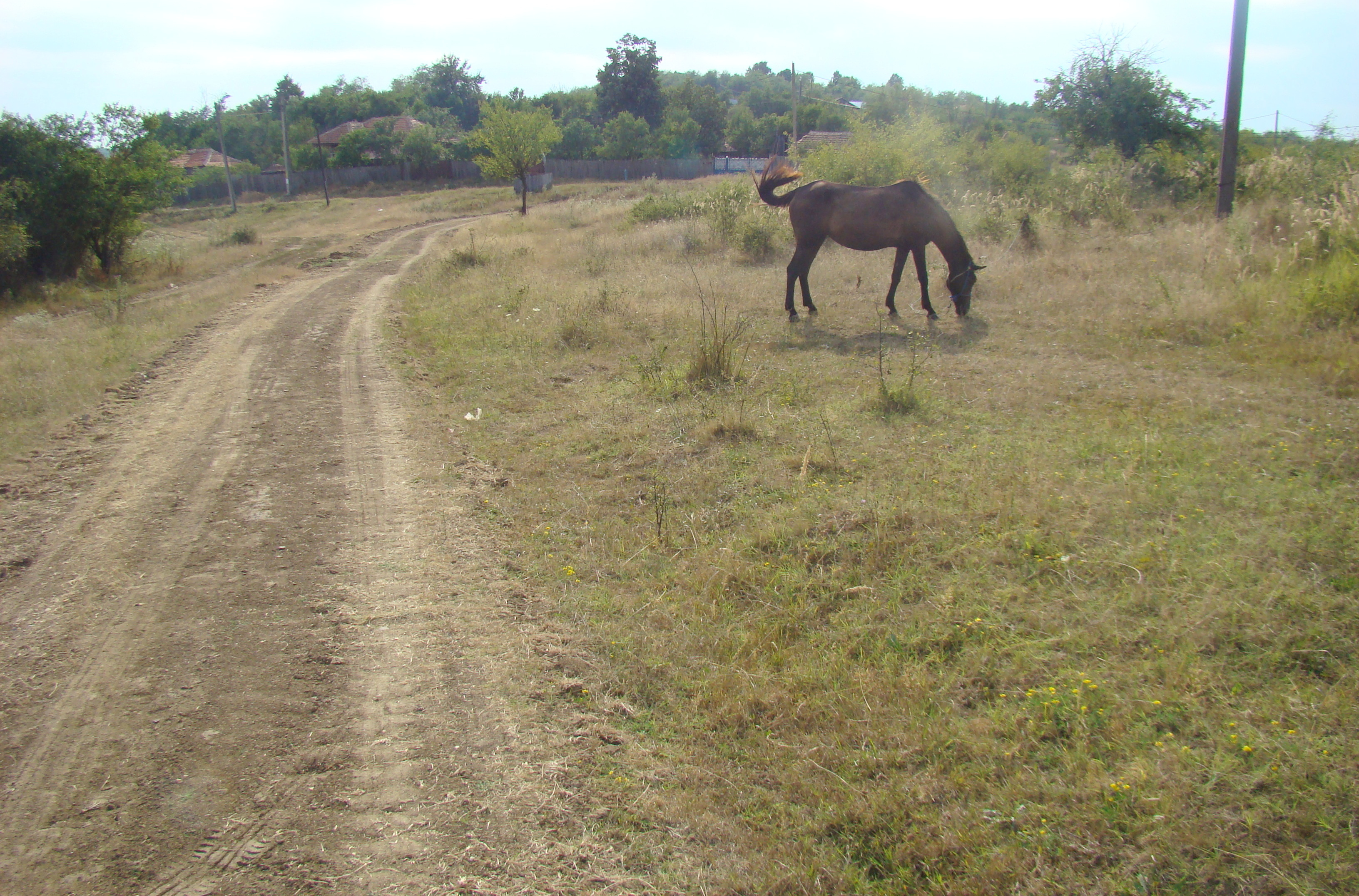
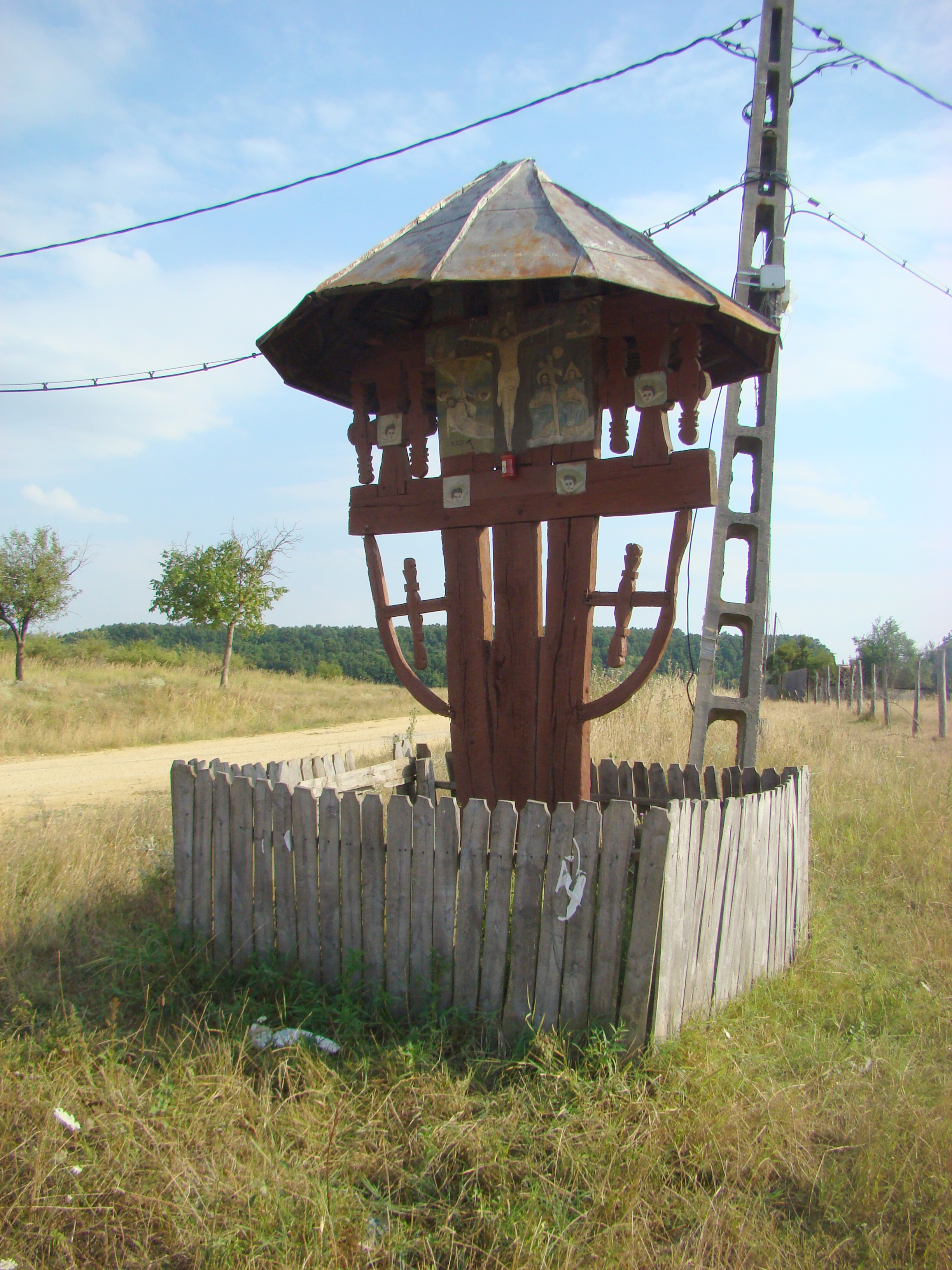
Troița
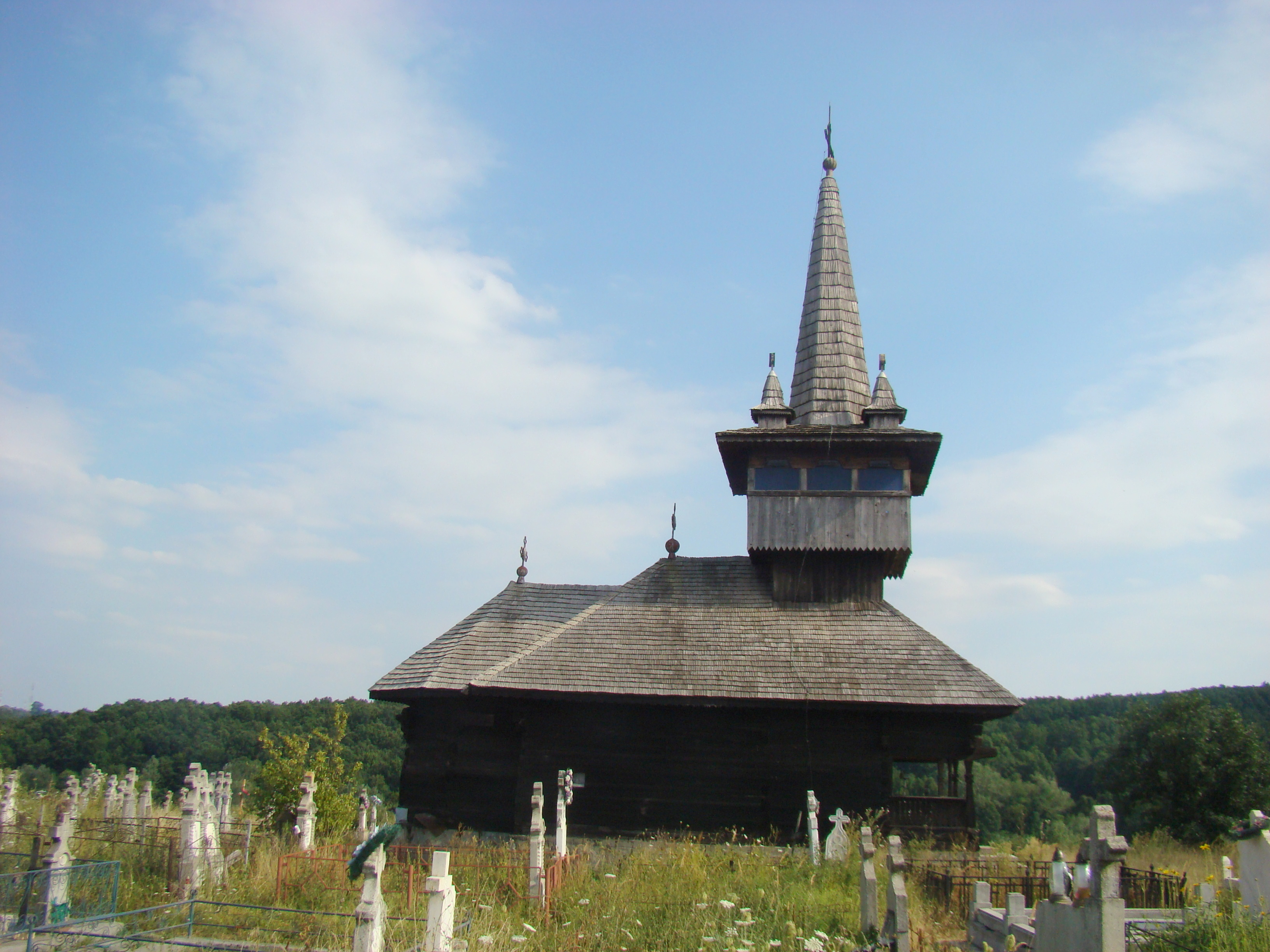
Biserica de lemn „Sfântul Calinic” (monument istoric)
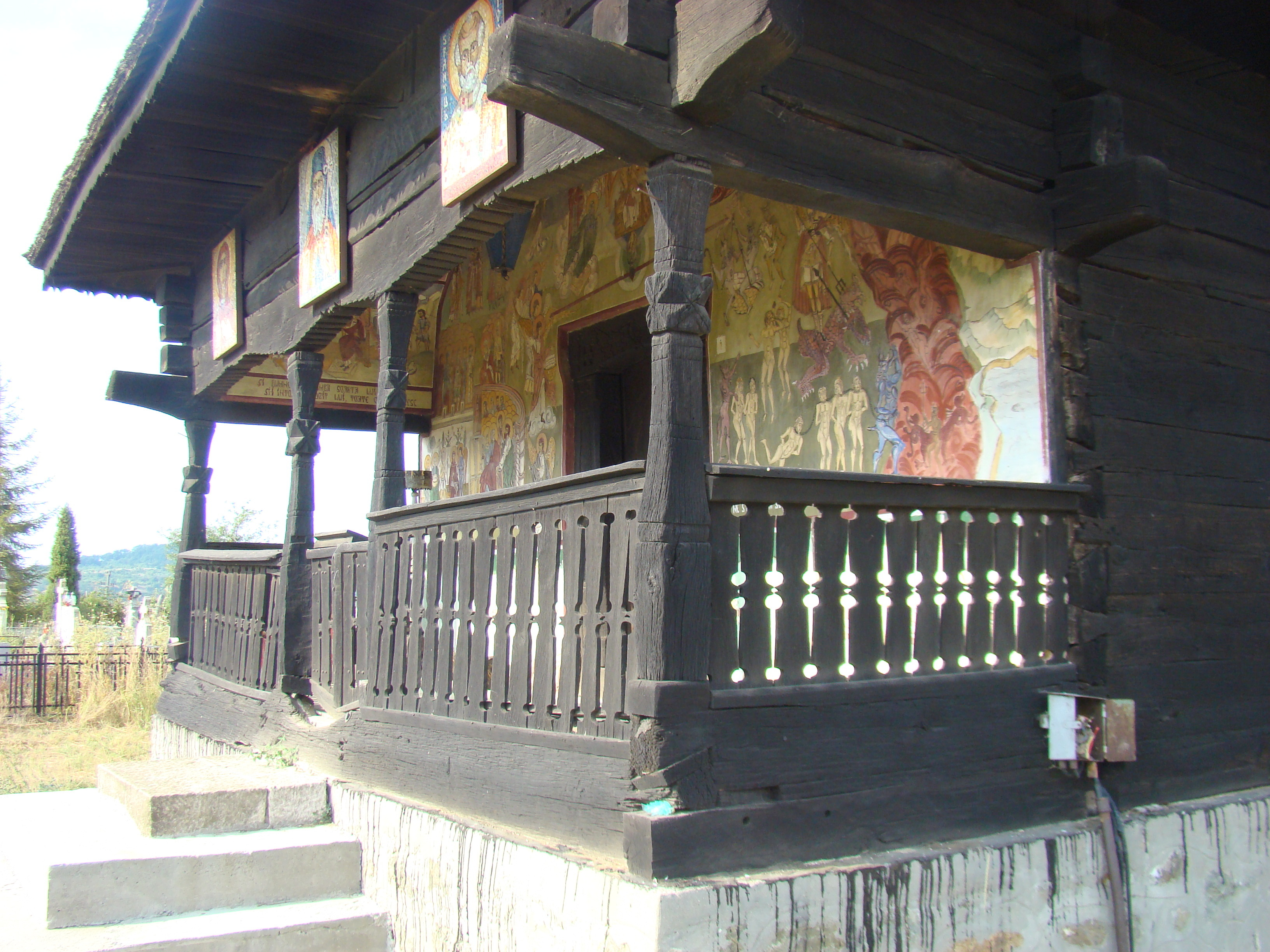
Prispa
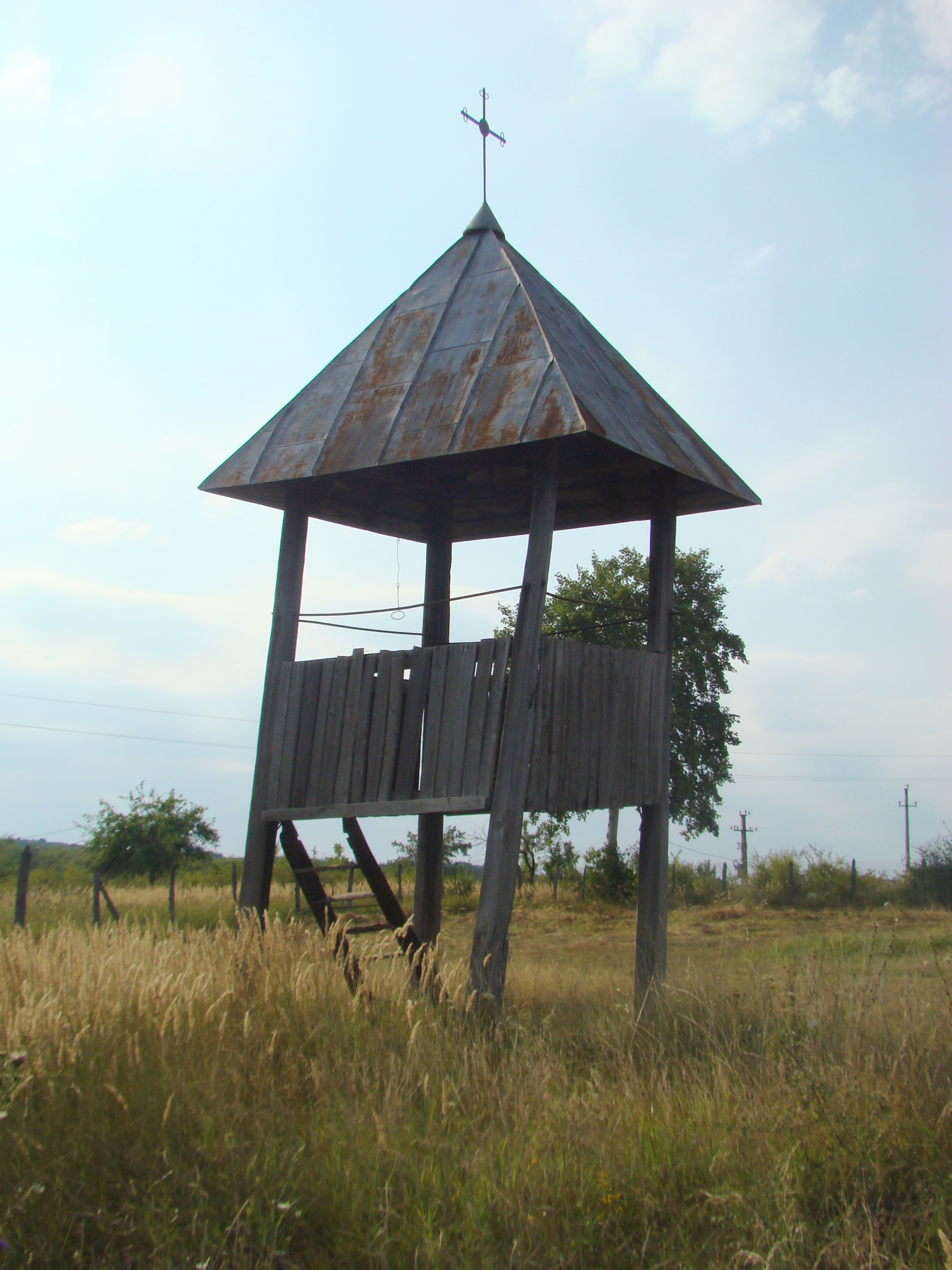
Clopotnița
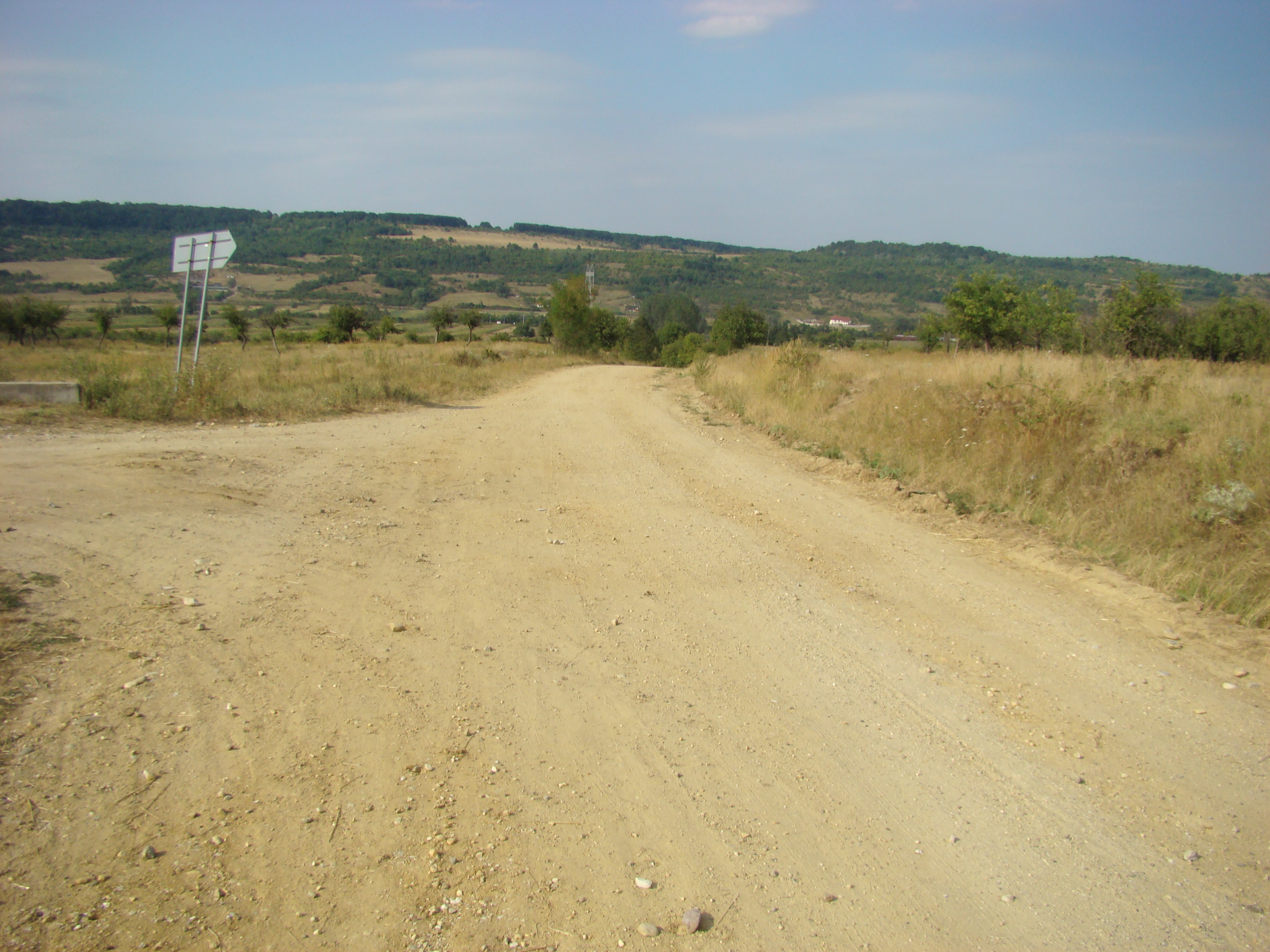